# Jean-Noël Reynaud
Jean-Noël Reynaud, né le 20 février 1967, est un chef d'entreprise français, ancien directeur général du groupe Marie Brizard Wine & Spirits (ex Belvédère). 
Il a été nommé à ce poste en mai 2014 pour mener le redressement et la transformation du groupe, alors en difficulté financière,. 

## Biographie
Jean-Noël Reynaud est issu d'une famille d'industriels. Il est l'arrière petit-fils de François Reynaud, ancien propriétaire des sirops Teisseire.  

### Formation
Il est diplômé de l'Institut supérieur de gestion de Paris et a également suivi des programmes de formation de HEC et de l'INSEAD. 

### Parcours professionnel
Jean-Noël Reynaud a effectué l'essentiel de son parcours professionnel à l'international. Il commence sa carrière au sein du groupe Rémy Cointreau en 1991, d'abord comme directeur marketing au Japon, puis successivement directeur général des filiales du groupe dans les Caraïbes et en Pologne. À partir de 2005, il s'oriente vers des entreprises spécialisées dans les biens de grande consommation : d'abord directeur général de Lorenz-Bahlsen Snack-World en Pologne, puis directeur général de Coca-Cola Beverages en Ukraine, et enfin directeur général adjoint des activités fromages du groupe Lactalis en Europe.
Nommé à la direction générale de Marie Brizard Wine & Spirits le 5 mai 2014, il a pour principale mission de redresser le groupe et de définir une nouvelle stratégie permettant de renouer avec la croissance. Il constitue une nouvelle équipe de direction, et présente un plan stratégique en décembre 2014.
En septembre 2016, il annonce la fin du processus de redressement du groupe MBWS, matérialisé par la sortie du plan de continuation de l'entreprise, avec 5 ans d'avance sur le calendrier initial. A ce titre, il est sélectionné pour la finale du Prix Ulysse 2017, qui récompense chaque année le meilleur retournement d'entreprise.
En février 2017, il accompagne le Premier Ministre français Bernard Cazeneuve en Chine, au sein d'une délégation de chefs d'entreprises, et signe un accord de partenariat avec COFCO, le conglomérat agroalimentaire chinois,. 
En mars 2018, il est remplacé, à titre intérimaire, par Benoît Hérault.
Finalement, l'entrepreneur français a décidé de se consacrer pleinement à son ambitieux projet Magellan&Cheers, le groupe d'investissement lancé par Reynaud dans le but de constituer une alliance de marques iconiques de spiritueux ayant comme dénominateur commun d'être toutes des marques artisanales, de qualité, avec une histoire d'authenticité. Le projet Magellan&Cheers vise à développer le potentiel de croissance de ses marques et à leur permettre de briser les plafonds de verre auxquels elles sont confrontées, pour surtout pérenniser leur savoir-faire et ainsi respecter leurs identités uniques.

## Dans les médias
Convaincu que le succès d'une entreprise passe notamment par sa communication, Jean-Noël Reynaud est régulièrement invité dans des émissions de radio et sur les plateaux de télévision pour expliquer sa stratégie à la tête du groupe Marie Brizard Wine & Spirits ,,,,.
En 2017, il commente sur CNN l'amélioration du climat des affaires en France, dans le sillage de l'élection du Président de la République Emmanuel Macron.
Jean-Noël Reynaud est membre du Comité Sully, une association destinée à promouvoir l'industrie agroalimentaire française[réf. nécessaire].

## Vie privée
Jean-Noël Reynaud est père de deux enfants.
Sportif, il pratique régulièrement la boxe et le ski[réf. nécessaire].
Il possède un petit cheptel près de Grenoble, dans sa région natale[réf. nécessaire].